# 劉易舍姆市政廳
劉易舍姆市政廳（英語：Lewisham Town Hall），是倫敦刘易舍姆卡特福德路的市政大樓，其彎曲的前市政辦公室和毗鄰於1932年落成的音樂廳已被列為II级登錄建築。建築群曾於1950至70年代數度擴建，增添新翼。